# Neoporteria omasensis
Neoporteria omasensis là một loài thực vật có hoa trong họ Cactaceae. Loài này được (Rauh & Backeb.) Ferryman mô tả khoa học đầu tiên năm 1991.